# لويسيتو إسبينوزا
لويسيتو إسبينوزا مواليد 26 يونيو 1967 في مانيلا، هو ملاكم فلبيني سابق صنّف ضمن فئة وزن الريشة بدأ مسيرته الاحترافية سنة 1984. حقق بطولة رابطة الملاكمة العالمية وبطولة المجلس العالمي للملاكمة.

## إحصائيات
خاض خلال مسيرته 60 نزالا، فاز في 47 ولم يتعادل وخسر في 13. فاز بالضربة القاضية في 26 نزالا.

## روابط خارجية
- لويسيتو إسبينوزا على موقع بوكس ريك (الإنجليزية) (registration required)